# 門司港 (地区名)

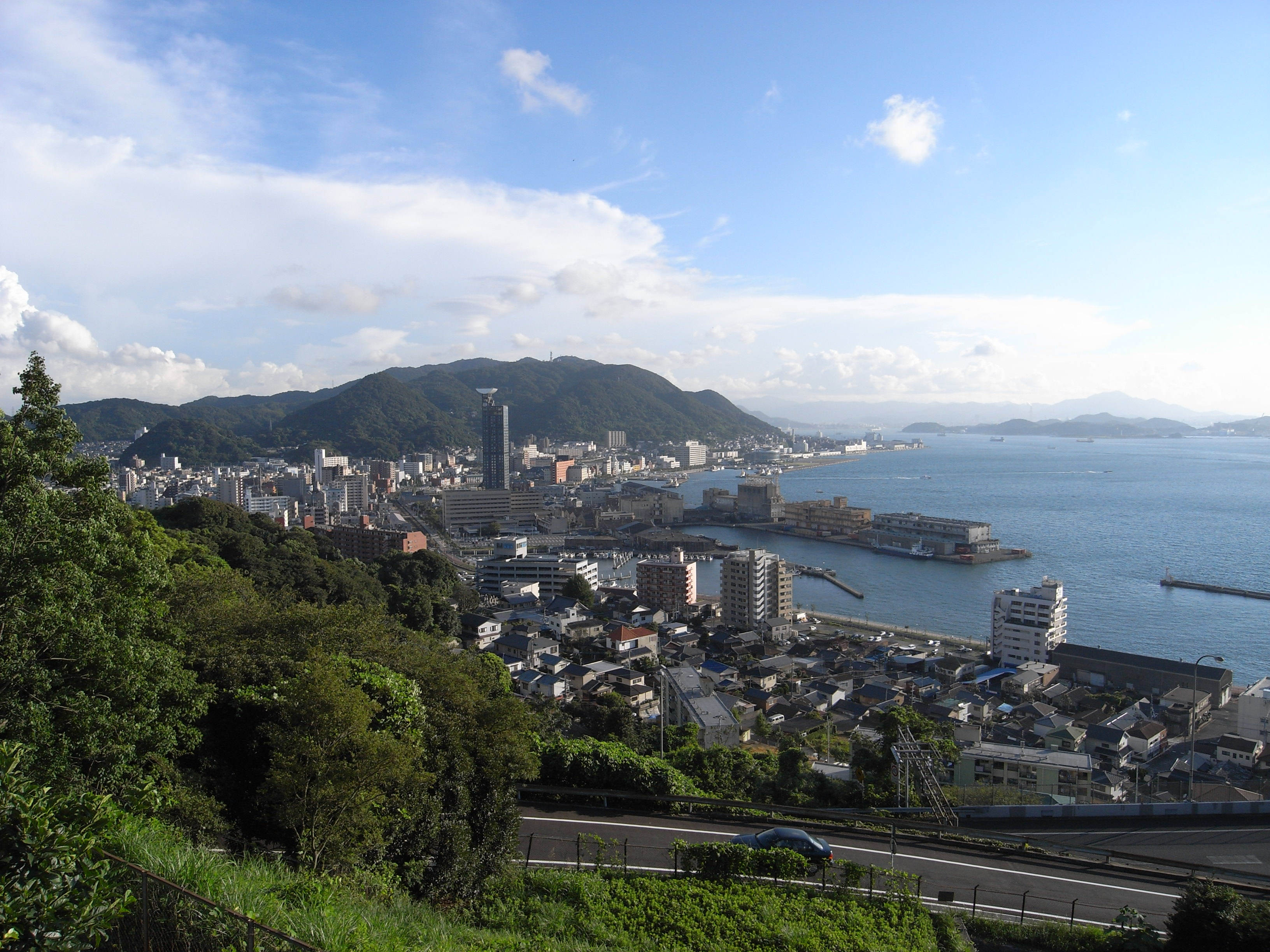
門司港地区遠景

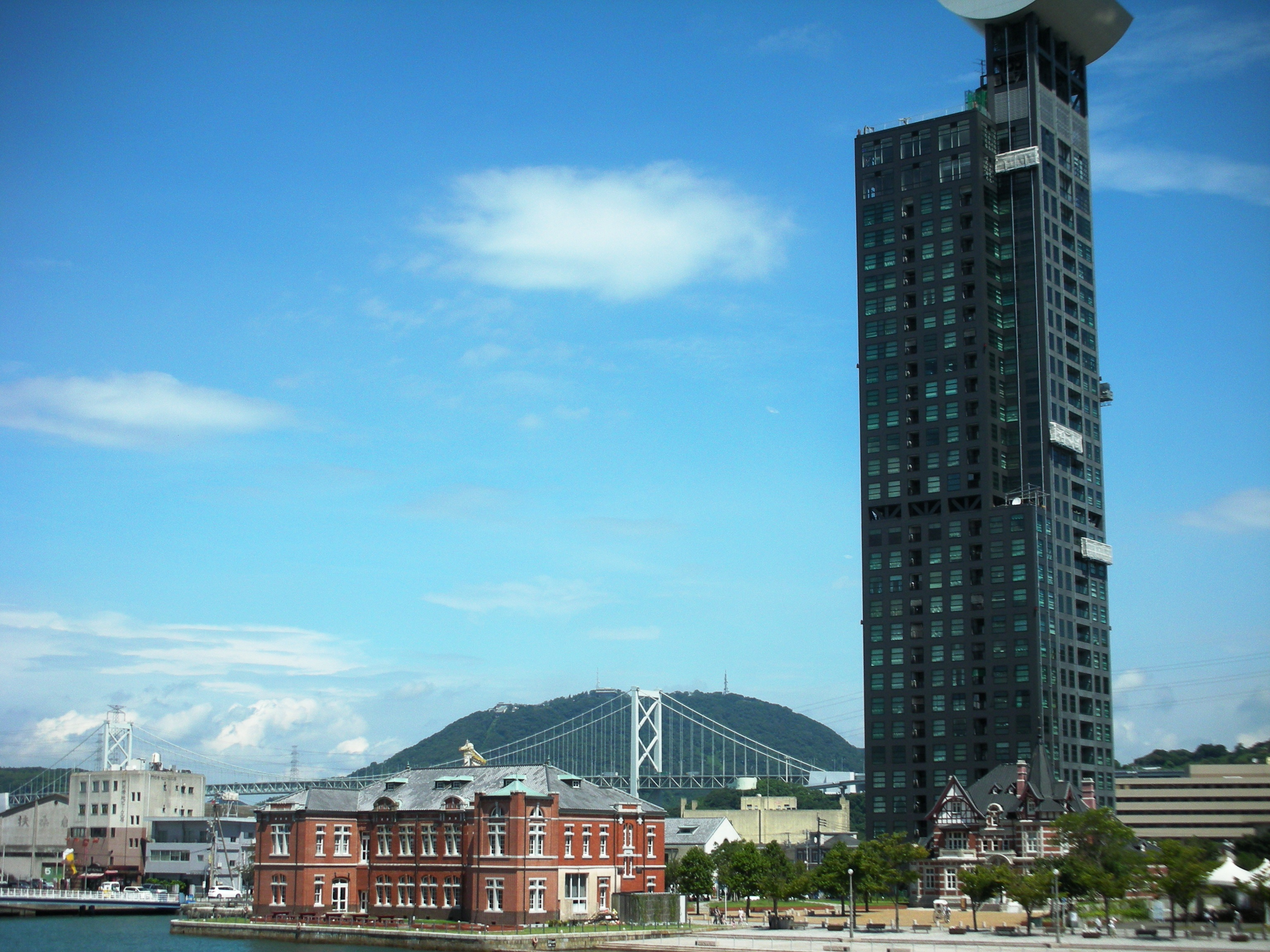
門司港地区の風景

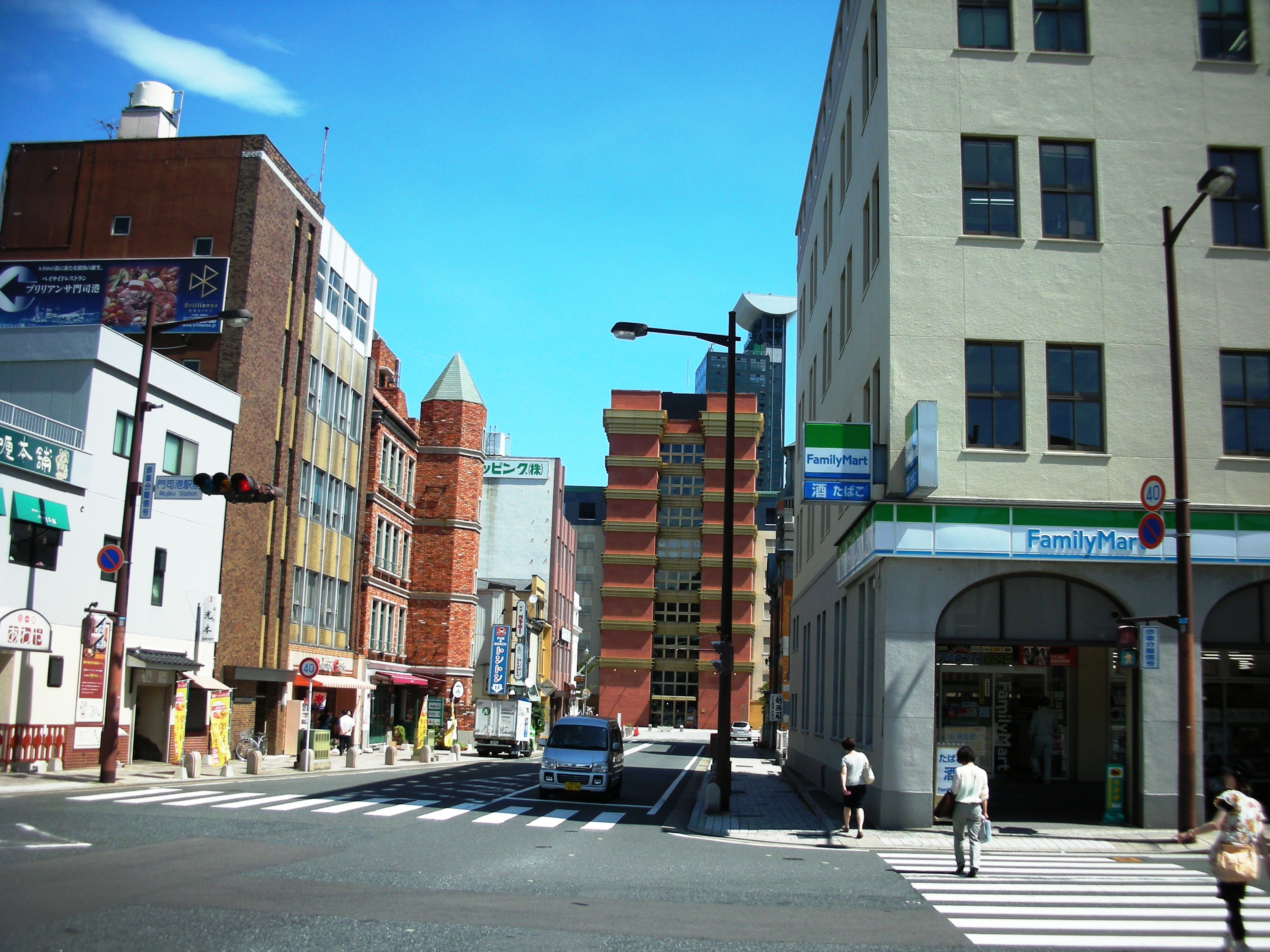
門司港レトロ地区の街並み

門司港（もじこう）は北九州市門司区の門司港駅を中心とした地域。門司区の中心市街地である。

## 概要
北九州市門司区（企救半島）北部の関門海峡に面する、北九州港を構成する地区を中心とした市街地の名称。観光地としても有名で、海沿いの倉庫群や歴史的建造物など、古い港町の雰囲気を感じることができる地区である。地区の名称は港としての「門司港」がある地域であることと、地区の交通拠点である「門司港駅」に由来する。
1889年（明治22年）11月に門司港が国の特別輸出港（米・麦・麦粉・石炭・硫黄に限定した輸出港）に指定されて以降、金融機関や商社・海運会社の支店が相次いで進出し、外国航路の拠点および貿易港として発展した。また、関門海峡を横断するトンネルや橋はまだなく関門連絡船の発着地であったため、九州の玄関口としての役割を果たしていた。しかし、1942年（昭和17年）7月に関門鉄道トンネルが開通し、門司港駅を経由せずに本州との行き来が可能になったことや、戦後中国などの大陸貿易が途絶えたことなどにより、急速にその地位を失っていった。
1988年に門司港駅舎が国の重要文化財に指定されたことを契機に、地区内に残る歴史的建造物を生かした観光地としての整備が行われ、門司港レトロとして1995年（平成7年）3月にグランドオープンし、現在は年間200万人以上の観光客を集めている。
門司港地区の範囲にはっきりとした定義はないが、「門司港レトロ観光まちづくりプラン」に範囲が示されている。

### 主な町名・地域名
老松町、清滝、旧門司、庄司町、栄町、西海岸、錦町、浜町、東本町、東港町、東門司、本町、港町、和布刈（めかり）

## 主な施設
- 歴史的建造物・観光施設 - 門司港レトロ#門司港レトロにある建築物参照。
- 港湾関連施設 - 北九州港#門司港地区参照。
- 栄町銀天街
- 掖済会門司病院
- 九州労災病院（門司メディカルセンター）
- 和布刈公園
- 和布刈神社
- 平成筑豊鉄道門司港レトロ観光線

## 交通
- 九州旅客鉄道（JR九州） 門司港駅
- 関門汽船 門司港桟橋
- 関門橋 門司港IC
- 九州自動車道 門司IC
- 北九州高速 春日ランプ
- 関門トンネル
- 国道2号
- 国道3号
- 国道10号
- 国道198号
- 国道199号